# Satanachia
Satanachia est un démon issu des croyances occultes. Il aurait le pouvoir de soumettre à lui toutes les femmes et toutes les filles, et d'en faire ce qu'il souhaite.
Le Grand Grimoire le mentionne et lui donne le titre de commandant en chef dans les légions infernales. Il a sous ses ordres Pruflas, Amon et Barbatos.
Il est également mentionné dans le Grimorium Verum.